# Eleonor Ofelia Harboure
Eleonor Ofelia Harboure (Buenos Aires, 15 de junio de 1948-Santa Fe, 15 de enero de 2022) fue una matemática argentina. Se especializó en análisis armónico. Fue la primera mujer en el país que fue promovida a la máxima categoría de investigación en el CONICET, en el área de Matemática. 

## Biografía
Nació en 1948, en Buenos Aires, Argentina. Se recibió de Licenciada en Matemática en 1970 en la Universidad de Buenos Aires, Argentina. Desde 1968 a 1972 se desempeñó como auxiliar docente en la Facultad de Ciencias Exactas de la UBA. En 1972, obtuvo un cargo de Profesora en la recientemente creada Universidad Nacional de Río Cuarto. En 1978 obtuvo el doctorado en  la Universidad de Minnesota en Estados Unidos.
Además de miembro de la carrera de investigación científica de CONICET, Harboure fue Profesora Titular de la Facultad de Ingeniería Química en la Universidad Nacional del Litoral por más de 3 décadas, llegando a ser Directora del Departamento de Matemática de dicha Facultad. 

### Trayectoria profesional
Luego de su estadía de 4 años en Estados Unidos, regresó a Santa Fe, Argentina, junto a su esposo Néstor Aguilera, también matemático. Allí fue creadora del PEMA (Programa Especial de Matemática Aplicada) y luego fundadora -y directora- del Instituto de Matemática Aplicada del Litoral (IMAL), dependiente de CONICET y la Universidad del Litoral. Respecto de sus inicios, Harboure relata que "en 1978 comenzó nuestra vida en Santa Fe, haciendo matemáticas casi en soledad.", pues ella y su esposo eran los únicos miembros del equipo. Harboure se dedicó a consolidar la investigación en su campo, abriendo espacios para los y las jóvenes graduadas: 

Ya en el ocaso de mi carrera científica, siento una gran satisfacción al ver el grado de desarrollo que ha alcanzado la matemática en Santa Fe, que ha crecido abarcando diversas ramas y que hoy se considera un referente. Me siento muy agradecida también a muchos colegas con los que compartimos el mismo sueño y que trabajaron para hacerlo realidad. Mi expectativa para el futuro es que esta llama siga viva y que muchos chicos y chicas dediquen su tiempo a, no solo mantenerla viva, sino a acrecentarla." 

Fue promovida en el 2011 a Investigadora Superior, la máxima categoría de investigación que otorga el CONICET  en el área de las ciencias matemáticas, siendo la primera mujer dentro de su campo en llegar a esa escala a nivel nacional. 
Harboure se desempeñó como secretaria de la Unión Matemática Argentina (1991-1993) y posteriormente presidenta de dicha asociación (2011-2013), convirtiéndose en la primera mujer en acceder a ese cargo.
Mantuvo varias colaboraciones internacionales, en especial con España, donde colaboró con investigadores de las universidades de Málaga, La Laguna, Murcia, Valencia y Autónoma de Madrid.

## Distinciones
En 2011, autoridades de CONICET le entregaron el Pin Dorado, un pequeño distintivo con el logo del Consejo, que simboliza  el honor de estar en la cúspide de la comunidad científica de pertenencia.
También fue desde 2013 miembro correspondiente por Bahía Blanca de la Academia Nacional de Ciencias Exactas, Físicas y Naturales de Argentina. 
En 2017 fue designada como miembro de la Academia Nacional de Ciencias de Argentina y en 2018 fue incorporada formalmente, "en reconocimiento a quien dedica su vida a la ciencia, tanto por el mérito de sus antecedentes científicos y personales como por lo que ha hecho por el desarrollo de su especialidad en la Argentina."
Su fallecimiento fue lamentado por la comunidad científica. La Unión Matemática Argentina está organizando una publicación en su honor para 2023.
El Ciclo de Charlas sobre matemática de la Facultad de Ingeniería Química de la Universidad Nacional del Litoral, llamado  "Matemática para la mochila"  fue renombrado como "La mochila de Pola" en su honor.
El legado de Harboure, en palabras de su colega y amiga Beatriz Viviani (Investigadora Principal del CONICET en el IMAL y Profesora Titular en el Departamento de Matemática de la FIQ) es: “En síntesis, Pola fue una luchadora y una pionera en la formación del grupo de matemáticos de Santa Fe, dando origen al nacimiento del mismo, no sólo en Análisis sino también en otras áreas aplicadas. Su obra deja una huella imborrable en la Matemática que trasciende el presente y vivirá por siempre”.
Sus colegas de Santa Fe elevaron a CONICET la propuesta de agregar al Instituto de Matemática Aplicada del Litoral (IMAL) el nombre de la Dra. Eleonor Harboure”.